# Acció Valenciana
Acció Valenciana fue una revista semanal valencianista editada en Valencia por Acció Cultural Valenciana, una entidad fundada el 8 de marzo de 1930, un mes después de la caída de la Dictadura de Primo de Rivera, por estudiantes y jóvenes licenciados universitarios, casi todos ellos nacidos después de 1907, con el propósito de suavizar las relaciones entre la izquierda y la derecha del movimiento valencianista —de hecho entre sus miembros los había de las dos tendencias—. En este sentido, según Alfons Cucó, puede considerarse un «grupo apolítico» ya que sólo los problemas culturales o estrictamente universitarios y los «nacionales» fueron los que les preocuparon. La revista llevaba por subtítulo: «Periòdic universitari que tendeix a educar valencianament a les nostres joventuts» ['Periódico universitario que tiende a educar valencianamente a nuestras juventudes']. Su primer director fue Felip Mateu i Llopis, siendo sustituido más adelante por Lluís Querol. Se consideraba heredera de Taula de Lletres Valencianes.
Según Santi Cortes, «su contenido ecléctico —información cultural, crítica de libros, historia, nacionalismo, música, pintura, cine, etc.— era intencionado. Querían demostrar la ductilidad del valenciano para abordar toda clase de asuntos y desmarcarse al mismo tiempo de la que llamaban "vella generació pairalista" ['vieja generación solariega'], caracterizada por una visión reductiva de las posibilidades sociales del idioma, porque solo veían en él el instrumento apto para los tipismos y popularismos más "barroers" ['chapuceros']. Por el contrario el propósito de los jóvenes era seguir las tendencias lingüísticas del "hombre europeo de posguerra"».